# Judith Quiney
Judith Quiney (* 1585 in Stratford-upon-Avon als Judith Shakespeare; † 9. Februar 1662 ebenda) war das jüngste Kind von William Shakespeare und Anne Hathaway.

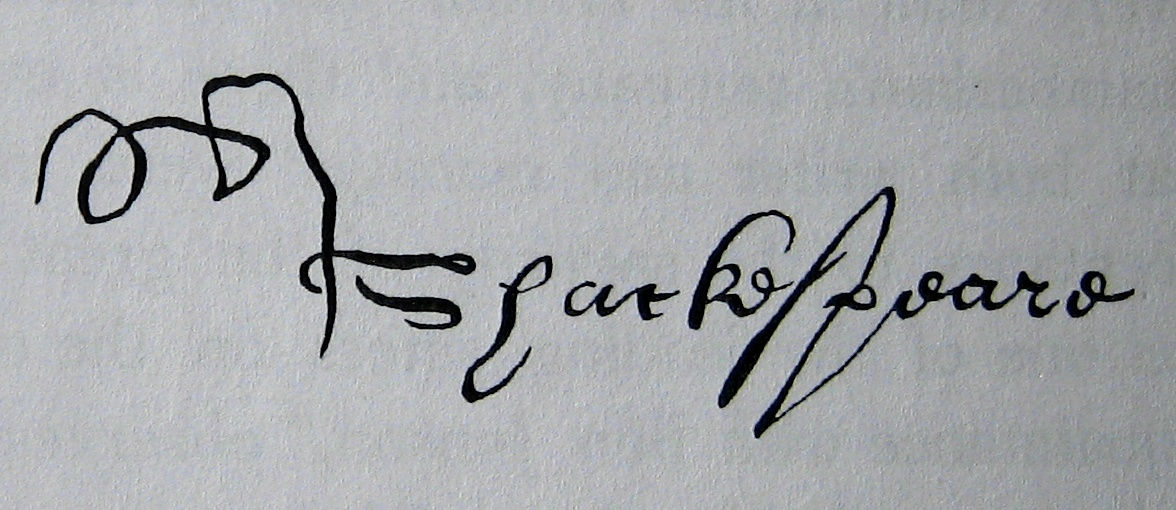
Unterschrift Judith Quineys

## Leben
Judith Shakespeare wurde 1585 in Stratford-upon-Avon als Tochter von William Shakespeare und Anne Hathaway geboren. Sie war die jüngere Schwester von Susanna Hall und die Zwillingsschwester von Hamnet Shakespeare. Dieser starb jedoch im Alter von elf Jahren. Ihre Taufe am 2. Februar 1585 wurde vom Pfarrer Richard Barton von Coventry als Judith Shakespeare im Pfarrregister der Holy Trinity Church aufgezeichnet. Im Gegensatz zu ihrem Vater und seiner Ehefrau war Judith Shakespeare wahrscheinlich Analphabetin.  Am 10. Februar 1616 heiratete Judith Shakespeare in der Holy Trinity Church Thomas Quiney, einen Weinhändler. Die Hochzeit fand vor der Fastenzeit statt. Die Ehe verlief laut vielen Quellen nicht gut. Das Paar bekam drei Kinder: Shakespeare (1616–1617), Richard (1618–1639) und Thomas (1620–1639). Judith Quiney starb am 9. Februar 1662, dem Tag ihrer Beerdigung und eine Woche nach ihrem 77. Geburtstag. Sie wurde auf dem Gelände der Holy Trinity Church beigesetzt.